# Morgenländisches Schisma
Als Morgenländisches Schisma oder auch Großes Schisma (lateinisch Schisma Graecorum ‚Griechisches Schisma‘) bezeichnet man die Kirchenspaltung zwischen der Westkirche und der östlichen Orthodoxie.
Als Beginn des Schismas wird häufig 1054 angenommen, weswegen gelegentlich auch vom Schisma von 1054 gesprochen wird, als die päpstliche Gesandtschaft rund um Humbert von Silva Candida und die östliche Kirchenführung rund um den Patriarchen Michael I. von Konstantinopel sich nach gescheiterten Verhandlungen über die Stellung des Papstes innerhalb der Christenheit, die bei der Eucharistie zu verwendende Opfermaterie und die Schließung der lateinischen Kirche von Konstantinopel gegenseitig exkommunizierten. Die gegenseitigen Beziehungen zwischen Ost- und Westkirche erwiesen sich zu diesem Zeitpunkt aufgrund politischer und theologischer Differenzen (die ihre Ursache in einer schrittweisen Entfremdung seit dem dritten Jahrhundert hatten) allerdings als schon seit längerem zerrüttet. So ist erklärlich, weswegen sich in der Folge insbesondere in der Ostkirche die Vorstellung verbreitete, dass von der gegenseitigen Exkommunikation nicht nur einzelne Personen betroffen seien, sondern die östliche und die westliche Christenheit als solche, obwohl sich tatsächlich nur ein kleiner Personenkreis gegenseitig exkommuniziert hatte. Gleichfalls war das Verhältnis zu diesem Zeitpunkt aber noch nicht derart zerrüttet, dass eine Einigung nicht möglich gewesen wäre.
Der Versuch des Papsttums, den Streit durch Militärhilfen gegen die einfallenden Seldschuken beizulegen, sollte sich als vergeblich erweisen. Emotional wurde das Verhältnis zwischen Rom und Konstantinopel, 150 Jahre nach der Exkommunikation von 1054, vor allem durch die Ereignisse des Vierten Kreuzzugs beschädigt, als Konstantinopel 1204 von den Venezianern und Franken eingenommen, geplündert und ein lateinisches Kaiserreich nebst lateinischem Patriarchen errichtet wurde. Eine Aussöhnung wurde hierdurch in der Folge erheblich erschwert. Zwar gab es 1274 – auf dem Zweiten Konzil von Lyon – und 1439 – auf dem Konzil von Florenz – im Angesichte akuter Bedrohungen Wiedervereinigungsbeschlüsse, diese wurden jedoch in beiden Fällen von orthodoxer Seite in ihrer Gesamtheit abgelehnt, da man den beteiligten Hierarchen eine Überschreitung ihrer Kompetenzen vorhielt. Die Union von Florenz wurde letztlich 1484 durch eine konstantinopolitanische Synode endgültig verworfen und der Bruch zwischen den Patriarchaten des Westens und von Konstantinopel damit endgültig besiegelt. Ab der zweiten Hälfte des 20. Jahrhunderts kam es zwischen der orthodoxen Gemeinschaft und der katholischen Kirche wieder zu einer gewissen Annäherung, die schließlich in der zeitgleichen Aufhebung der Exkommunikation von 1054 während des zweiten Vatikanischen Konzils im Jahr 1965 durch Papst Paul VI. und den Ökumenischen Patriarchen von Konstantinopel, Athinagoras, mündete.
Trotz der großen Zustimmung für den Akt der Versöhnung in beiden Gemeinschaften wird von den orthodoxen Kirchenführern die Eucharistiegemeinschaft mit den Katholiken bis heute ausdrücklich abgelehnt. Außerdem behindern mächtige Stimmen in der orthodoxen Kirche die weitere Annäherung der beiden Gemeinschaften, und mittlerweile ist sogar die kirchenrechtliche Bedeutung der Bannaufhebung von 1965 wieder in Frage gestellt worden. Eine Aufhebung des Schismas ist damit nicht in Sicht.

## Entfremdung zwischen Ost und West
Das sogenannte Schisma von 1054 war gewissermaßen der vorläufige Höhepunkt einer jahrhundertelangen Entfremdung zwischen der Ost- und der Westkirche, deren Anfänge sich bereits in die ersten christlichen Jahrhunderte verorten lassen und die keinesfalls als ein geradliniger Prozess verstanden werden darf.
Die Gewichtung der unterschiedlichen Elemente, die zur Entfremdung zwischen der Ost- und der Westkirche beigetragen haben, ist im Laufe der Jahrhunderte teils sehr unterschiedlich ausgefallen. Galt die Priesterehe im Westen lange als unproblematisch, so wurde sie später, unter dem Einfluss der Reformpartei, zu einem wesentlichen Streitpunkt mit der Ostkirche. Ähnliches galt umgekehrt auch für die Verwendung von Ungesäuertem bei der Eucharistie. Im Folgenden werden einige der wesentlichsten Streitpunkte aufgezählt, die für die zunehmende Entfremdung der Kirchen und den Bruch von 1054 verantwortlich waren. Eine klare Trennung der Gründe ist hier vielfach nicht möglich.

### Sprache
Am Anfang der Entfremdung stand unter anderem der Umstand, dass es im Laufe des 5. und 6. Jahrhunderts in Rom und allgemein im Westen immer weniger üblich wurde, die griechische Sprache zu beherrschen, die jahrhundertelang um das ganze Mittelmeer lingua franca (Verkehrssprache) gewesen war. Die Messe wurde im Westen ab 380 auf Lateinisch statt auf Griechisch gehalten. So verringerte sich auch in der Kirche der theologische Austausch. Bereits im vierten Jahrhundert gab es nur noch vereinzelte westliche Kirchenväter, die Griechisch beherrschten, so Ambrosius von Mailand und Hieronymus – der unter den Lateinischsprachigen führende Kirchenlehrer Augustinus von Hippo gehörte jedoch nicht zu ihnen. Der hochgebildete Papst Gregor I. (590–604), der eine Zeit lang als Botschafter in Konstantinopel gewirkt hatte, sprach ebenfalls allenfalls nur schlechtes Griechisch.
Gleichfalls waren auch im Osten die Lateinkenntnisse im 5. und 6. Jahrhundert immer weiter zurückgegangen. Die griechischen Patriarchen und Kaiser beherrschten ab dem Frühmittelalter in aller Regel kein Latein und verweigerten sich auch völlig dem Erlernen dieser in ihren Augen „barbarischen Sprache“, der sie ab dem 7. Jahrhundert aufgrund ihrer „barbarischen Natur“ die Eignung zum Lösen theologischer Probleme grundsätzlich absprachen. In Reaktion auf die Mehrung solcher „Schmähungen auf die Lateinische Sprache“ durch die Griechen verfasste Nikolaus I. im Jahre 865 einen erregten Brief an Michael III., in dem er den Kaiser daran erinnerte, „wie lächerlich es ist, daß Ihr Euch ‚Römischer Kaiser‘ nennt, wo Ihr nichts versteht von der römischen Sprache“.
Folgt man der vorangegangenen Darstellung, so ist es doch wenig verwunderlich, dass die theologische Gedankenwelt der Lateiner den Basileis bis in das 11. Jahrhundert hinein weitestgehend fremd und unzugänglich blieb.

### Kultur
Auch kulturelle Unterschiede sowie verschiedene geistige Werte und Haltungen trugen zur Entfremdung zwischen Osten und Westen bei. Die Griechen sahen Römer als ungebildet und barbarisch an, während die Römer die Griechen als arrogant, hochnäsig und spitzfindig empfanden.
Bereits der III. Kanon des ersten Konzils von Nizäa verbot zu Beginn des 4. Jahrhunderts ausdrücklich das Zusammenleben eines Priesters mit einer Frau. Im Osten wurde diese Bestimmung durch die trullanische Synode (691/92) jedoch wieder relativiert, was es den östlichen Priestern im späten 7. Jahrhundert wieder erlaubte, mit einer Frau zusammenzuleben. Die Synode verurteilte außerdem die im Westen verbreitete Tradition, an den Samstagen der Quadragesima zu fasten.
Im Westen wurden diese frühen christlichen Zölibatsbestimmungen hingegen im Laufe der Zeit schlichtweg immer weniger beachtet, wodurch sie aus Gewohnheitsrecht ihre Wirkung verloren. Man beschränkte sich darauf, Zweit- und Drittehen sowie nicht standesgemäße Ehen zu ahnden. So kam es, dass zu Beginn des 11. Jahrhunderts fast alle Pfarrer im Westen verheiratet waren oder im Konkubinat lebten. Ab dem 10. Jahrhundert wurden dann im Westen im Zuge der Cluniazensischen Reform zunehmend Stimmen nach einer „Erneuerung“ des Zölibats laut, die ersten Maßnahmen erfolgten dann aber erst zu Beginn des 11. Jahrhunderts auf Bestreben Heinrichs II.

### Theologie

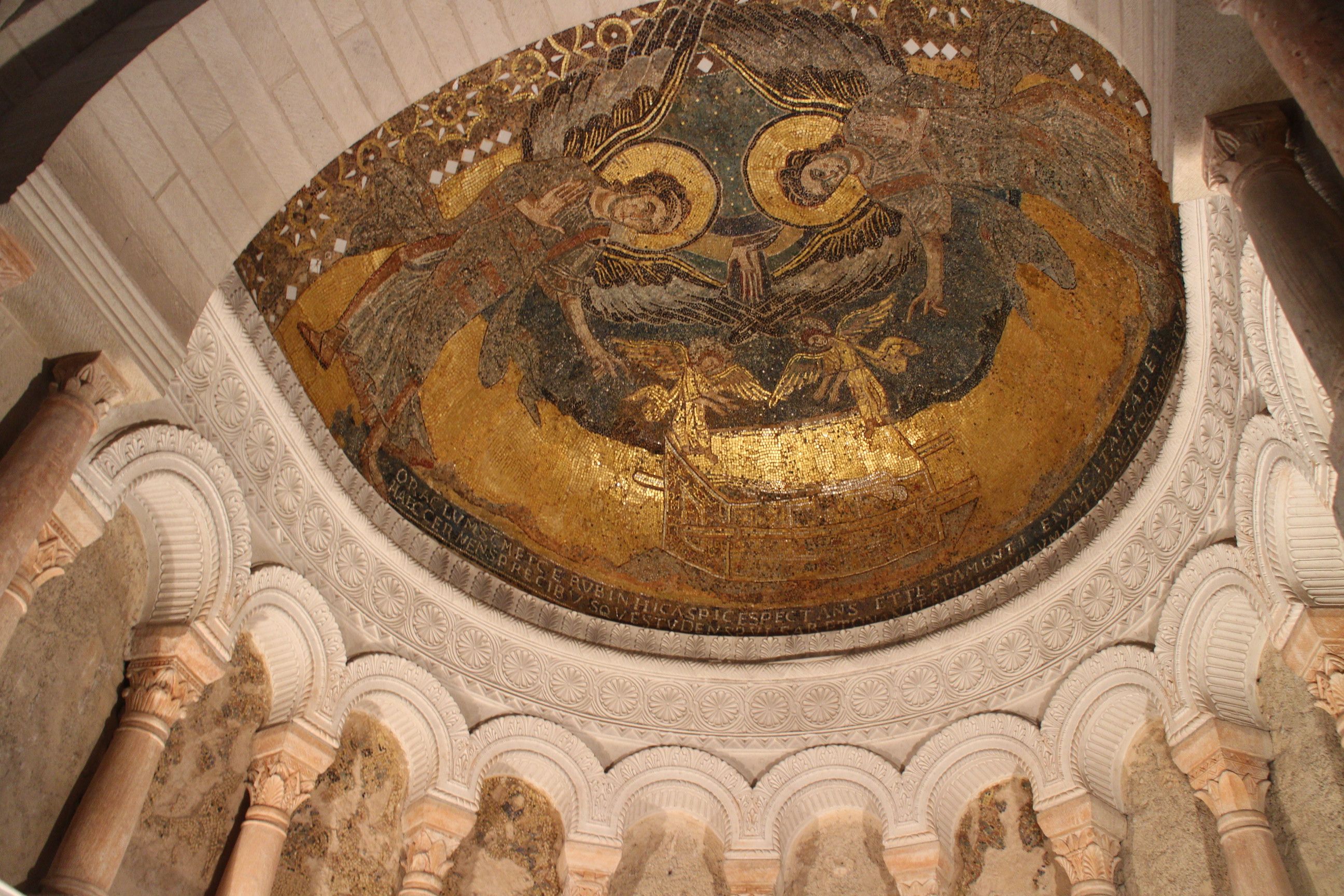
Mosaik der Bundeslade aus der karolingischen Theodulfskapelle von Germigny-des-Prés aus dem frühen 9. Jahrhundert. Ein bedeutendes Zeugnis von Spiritualität und Weltbild der Franken.

In der Theologie entwickelten die beiden Kirchen schon bald unterschiedliche Schwerpunkte, die sich zuerst gegenseitig befruchteten, dann aber wegen des geringeren Austausches zur Entfremdung beitrugen.
Im Osten konnten allgemeingültige Entscheide in aller Regel lediglich durch ein ökumenisches Konzil getroffen werden. Im Westen hielt der Bischof von Rom hingegen schon früh eine Sonderstellung. Die östlichen Kirchen, die dem Bischof von Rom schon lange traditionell den Ehrenvortritt gegeben hatten – wobei jedoch bereits das Konzil von Chalcedon klarstellte, dass dieser Vorrang „keine jurisdiktionellen Auswirkungen mit sich br[ing]e“ –, hatten mit dieser monarchischen Haltung kein Problem, solange sie sich auf den Westen, also auf das römische Patriarchat, beschränkte. Rom teilte diese Auffassung nicht und erkannte die Patriarchen der Kirche auch nicht als das Führungsgremium der Kirche an. Bereits 382 betonte eine römische Synode ausdrücklich, dass die römische Kirche nicht etwa durch Synodalbeschlüsse den anderen Kirchen vorangestellt sei, sondern den Primat durch die göttliche Einsetzung des Petrus erhalten habe. Außerdem versuchte Damasus I. auf dieser Synode die Rangerhöhung Konstantinopels zuungunsten Alexandrias und Antiochias zu revidieren und damit die angegriffene Stellung Roms zu festigen, was sich jedoch langfristig als nicht durchsetzbar erweisen sollte. Im 11. Jahrhundert kam zu dieser ungelösten Kontroverse über die Stellung des römischen Bischofs in der Christenheit verschärfend hinzu, dass das selbstbewusste Reformpapsttum sich mehr als zuvor darum bemühte, seiner prätendierten Autorität über die Ostkirche auch nach außen hin Ausdruck zu verleihen, was nahezu unweigerlich zum Konflikt mit dem Osten führen musste.
Zu Beginn des 11. Jahrhunderts wurde zudem der Filioque-Zusatz lehramtlich dem Glaubensbekenntnis des Nicäno-Konstantinopolitanum eingefügt. In patristischer Zeit war auch der Osten gegenüber dem Filioque offen gewesen. Dies änderte sich im 7. Jahrhundert, als sich die östliche Trinitätslehre „auf ein ἐκ μόνον τοῦ πατρός“ zu verengen begann. Im Westen setzte sich das Filioque dagegen schon im 5. Jahrhundert allmählich durch unter Einfluss augustinischer Lehren, die Gott zwar als unveränderlich und ewig, aber auch als in sich lebenden Geist verstehen wollten. Bereits im 7. Jahrhundert erwiesen sich die westlichen und östlichen Vorstellungen über den Heiligen Geist damit als unvereinbar, was zu diesem Zeitpunkt aber noch nicht zwingend in einem Konflikt enden musste.
Ab dem Ende des 6. Jahrhunderts nutzten die zum Katholizismus übergetretenen Westgoten – trotz des 431 auf dem Konzil von Ephesus erlassenen Verbotes, das Symbolum (Glaubensbekenntnis) in irgendeiner Weise zu verändern – ein Nicäno-Konstantinopolitanum mit Filioque. Ab dem späten 8. Jahrhundert war dann auch in der fränkischen Kirche ein großes Glaubensbekenntnis mit Filioque-Zusatz in Gebrauch. Diese wohl auf Initiative von Theodulf von Orléans eingeführte Erweiterung richtete sich offenbar gegen den im 8. Jahrhundert wieder aufgeflammten Adoptianismus im Frankenreich. Das Papsttum folgte zwar einerseits den theologischen Argumenten der Franken in Bezug auf das Hervorgehen des Heiligen Geists aus Vater und Sohn – fand sich diese Vorstellung doch auch im Athanasianum (6. bis 7. Jahrhundert) –, andererseits weigerte sich das Papsttum bis zu Beginn des 11. Jahrhunderts entschieden, den Wortlaut des großen Glaubensbekenntnisses zu ändern.
Die Kehrtwende des Westens in Bezug auf den Umgang mit dem Filioque um 1014 ließ sich nicht mehr als gegenseitige Ergänzung interpretieren und sollte schon bald zu einem erbittert geführten Konflikt führen. Axel Bayer weist hier jedoch ausdrücklich darauf hin, dass diese Kehrtwende keineswegs als eine gezielten Provokation gegenüber den Griechen gedacht war, sondern vielmehr als ein Entgegenkommen gegenüber dem ottonischen Herrscher Heinrich II., der das „Fehlen“ des Filioques im Nicäno-Konstantinopolitanum beanstandet hatte. Gleichwohl wurde das Filioque unter den Reformpäpsten bald zu einer Selbstverständlichkeit.
Daneben war es auch bei anderen Dingen zu unterschiedlichen Entwicklungen gekommen. Es gab unterschiedliche Regelungen bezüglich des Fastens und im Westen begann sich ab dem 9. Jahrhundert, wie bereits zuvor in der altorientalischen Armenischen Kirche, die Verwendung von ungesäuertem gegenüber gesäuertem Brot bei der Eucharistie durchzusetzen. Der Grund dafür liegt im Wesentlichen in der Ansicht der Franken, dass gewisse Elemente des alten Bundes auch nach der Erfüllung des Gesetzes durch Christus (Mt 5,17 ) noch eine gewisse Gültigkeit besäßen. Konkret wurde dabei auf Lev 2,11  sowie auf Ex 12,18f.  und 13,7  verwiesen. Anfang des 10. Jahrhunderts hatte das Ungesäuerte das Gesäuerte im Westen weitestgehend ersetzt. Der Gebrauch von ungesäuertem Brot durch die Lateiner wurde von den Griechen lange als unproblematisch angesehen. Erst im 11. Jahrhundert stilisierte man die Verwendung unterschiedlicher Opfermaterien aus politischen Gründen zum theologischen Streitthema.

### Politische Entwicklung
Durch den Fall Westroms kam es zu sehr unterschiedlichen politischen Konstellationen. Im Osten gab es den Kaiser als politisches Machtzentrum, das bis ins 9. Jahrhundert hinein auch maßgeblichen Einfluss auf die Kirchenpolitik hatte, und in der Kirche lange mehrere Patriarchen von zumindest ähnlichem Rang, wohingegen es im Westen lediglich einen Patriarchen – den Bischof von Rom – und lange keine dem östlichen Basileus entsprechende Machtfigur gab. Prädestiniert für Konflikte war hierbei insbesondere die östliche Auffassung in Bezug auf das römische Papstamt, welche die herausragende Stellung Roms in seiner Funktion als Kaiserstadt begründet sah, was von römischer Seite stets schroff zurückgewiesen wurde.
Im 8. Jahrhundert erhielt die eigenständige Entwicklung des römischen Bischofsstuhls einen erheblichen Schub, als der Papst durch den fränkischen König Pippin 756 zum weltlichen Grundherrn des Kirchenstaats gemacht wurde. Das Byzantinische Reich sah sich durch diese Handlung der Franken angegriffen und übertrug infolgedessen die römischen Diözesen in Illyricum, Sizilien und dem byzantinischen Unteritalien dem Patriarchat von Konstantinopel. Dies führte naturgemäß zu einer erheblichen Belastung der römisch-byzantinischen Beziehungen. In den nachfolgenden Jahrhunderten war dem Papsttum stets daran gelegen, diese ihm verloren gegangenen Gebiete wieder unter seine Jurisdiktion zu bringen. Eine erste Gelegenheit hierfür erkannte das Papsttum in der Italienpolitik Ottos I., weitere Gelegenheiten sollten folgen. Unter Otto gewann außerdem das bereits unter Karl I. aufgetretene Zweikaiserproblem noch einmal an Kraft und Deutlichkeit, was die ohnehin angespannte Stimmung zwischen dem östlichen Kaisertum und dem römischen Papsttum noch einmal leicht verschärfte.
Man sollte den byzantinisch-römischen Konflikt in diesem Zusammenhang keinesfalls zu einseitig betrachten. Zwar war der römische Papst im Jurisdikationskonflikt betreffend Süditalien der Verbündete des Kaisers, andererseits kooperierten die Römer aber auch bereitwillig mit den Byzantinern, um den Einfluss des Kaisers auf den Römischen Bischofsstuhl zu begrenzen.

## Vom Bann zum Schisma

### Die gegenseitige Exkommunikation von 1054

#### Vorgeschichte
Bereits lange vor dem Bruch von 1054 war es zwischen der Ost- und der Westkirche immer wieder zu schweren Verwerfungen gekommen. Als besonders einschneidend kann das sogenannte Photios-Schisma, das von 863 bis 867 andauerte, betrachtet werden, das den tiefen Graben, der sich im Laufe der Jahrhunderte zwischen der Ost- und der Westkirche aufgetan hatte, erstmals gänzlich offenbarte. Nach der Aufhebung des Schismas und dem nachfolgenden Verständigungskonzil (879/80) – das im Wesentlichen ein Resultat der akuten Bedrohung Latiums durch die Sarazenen war – gerieten die freilich immer noch vorhandenen und im Grunde völlig ungeklärten Streitpunkte wieder in den Hintergrund, ehe sie aus politischen Gründen im 11. Jahrhundert wieder in den Vordergrund gezerrt wurden.
Ab dem 11. Jahrhundert bemühte sich das Reformpapsttum vermehrt darum, sein gesteigertes Primatsverständis gegenüber dem Kaiser, aber auch gegenüber der Ostkirche durchzusetzen. In diesem Zusammenhang ist auch der erneute Versuch des Papstes Leo IX. zu verstehen, im Tausch für eine gemeinsame antinormannische Militäraktion mit den byzantinischen Behörden Süditaliens die kirchliche Oberhoheit über jene byzantinischen Gebiete in Süditalien zu verlangen, die dem Papsttum im 8. Jahrhundert verloren gegangen waren.
Außerdem ging man nun auch verstärkt dazu über, die völlige Unmöglichkeit eines päpstlichen beziehungsweise katholischen Irrtums zu betonen und jene Kräfte innerhalb der Ostkirche, die dem Führungsanspruch der römischen Kirche ablehnend gegenüberstanden, nicht mehr nur als Schismatiker, sondern gar als Häretiker zu begreifen.
Bei Angehörigen des hohen byzantinischen Klerus stieß das gesteigerte Primatsverständnis des Reformpapsttums schon recht früh auf starke Ablehnung. Auch auf das Bündnis zwischen dem Basileus und dem Papst zur Bekämpfung der „Normannenplage“ reagierten sie empfindlich, denn sie fürchteten „nicht ohne Grund [die] unliebsame[n] kirchenpolitische[n] Konsequenzen“. Zunächst hielten sich die byzantinischen Kirchenführer jedoch im Hintergrund und versuchten nur, die Verhandlungen um das weitere Vorgehen in Süditalien hinauszuzögern und durch Anschuldigungen gegen den Gouverneur von Süditalien zum Abreißen zu bringen, bis sie sich im Jahre 1052 oder 1053 zu einem offensiveren Vorgehen entschlossen.
Die lateinische Kirche von Konstantinopel wurde geschlossen und der lateinische Gottesdienst verboten. Als Vorwand für die Schließung wurde die Verwendung der falschen Opfermaterie durch die Lateiner, nämlich von ungesäuertem Brot an Stelle von gesäuertem, angegeben. Man beschuldigte die Lateiner, „mosaischen Relikten“ zu folgen, und sprach ihnen infolgedessen sogar mitunter ab, wahre Christen zu sein. Aus letzterem Vorwurf ergab sich für Michael Kerularios, dem Patriarchen von Konstantinopel, sogar die Notwendigkeit einer erneuten Taufe der Lateiner.

#### Hergang

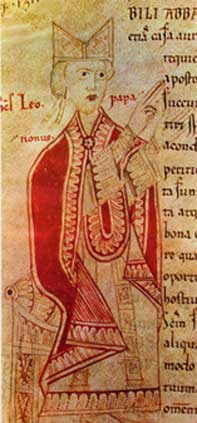
Papst Leo IX. Zeichnung in einem Manuskript aus dem 11. Jahrhundert.

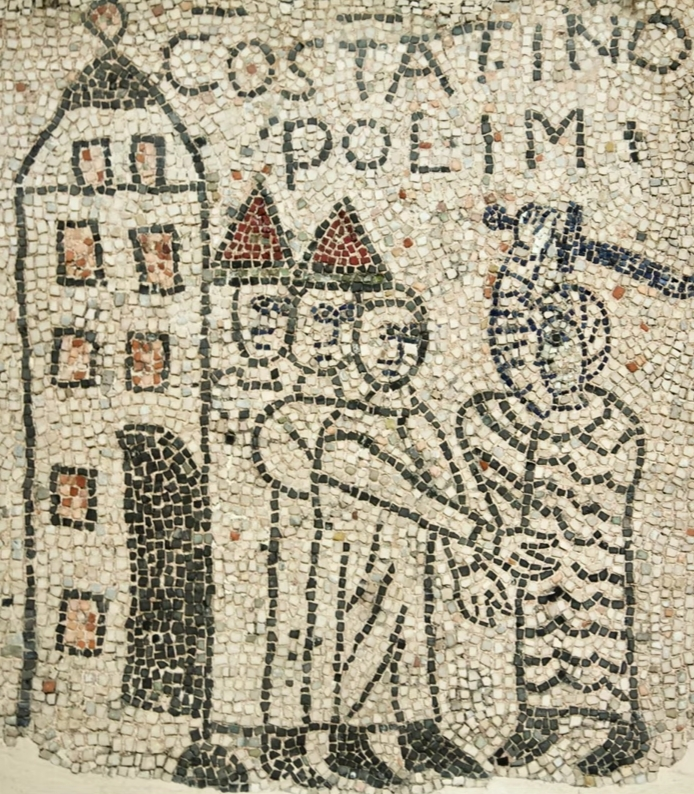
Die Lateiner erobern Konstantinopel. Mosaik aus dem frühen 13. Jahrhundert. San Giovanni Evangelista, Ravenna.

Aufgrund der vorangegangenen Ereignisse war das Klima zwischen der lateinischen Gesandtschaft unter Leitung von Humbert von Silva Candida, einem überzeugten Verfechter der Kirchenreform, und den byzantinischen Kirchenführern außerordentlich angespannt, als diese im Frühjahr 1054 in Konstantinopel eintrafen. Der Papst war aufgrund einer schweren Niederlage gegen die Normannen grundsätzlich an einer einvernehmlichen Lösung des Konflikts interessiert, machte aber eine Verständigung davon abhängig, dass die Griechen die lateinische Eucharistie als gültig anerkannten. Dazu waren diese jedoch nicht bereit. Stattdessen wurde die Gesandtschaft auf der einberufenen Synode mit einer listenmäßigen Zusammenstellung „lateinischer Irrtümer“ konfrontiert. Den Lateinern wurde unter anderem vorgeworfen, sie benützten die falsche Opfermaterie und hätten das Glaubensbekenntnis durch das Einfügen des „Filioque“ auf unzulässige Weise verändert. Außerdem nahmen die Griechen Anstoß an der Bartlosigkeit der lateinischen Priester, der Darstellung der Kreuzigung in plastischen Werken und am Verbot der Priesterehe.
In Reaktion auf die festgefahrenen Verhandlungen legten die Gesandten am 16. Juli 1054 eine Bannbulle auf dem Altar der Hagia Sophia nieder. In der Bannschrift wurden die griechischen Kirchenführer als Häretiker beschimpft, der Simonie bezichtigt und in Folge der Vorwürfe exkommuniziert. Außerdem wurde die (ahistorische) „Tilgung des Filioques“ aus dem griechischen Glaubensbekenntnis, die Gestattung der Priesterehe und die Wiedertaufe von Lateinern im Zuge der Schließung der Lateinischen Kirche von Konstantinopel verurteilt. Besonders der Vorwurf der Gestattung der Priesterehe erwies sich als wenig diplomatisch, da hierdurch einer „Solidarisierung des griechischen Klerus mit Kerularios Vorschub geleistet wurde“.
Am 21. Juli 1054 erfolgte die Gegenbannung der lateinischen Gesandten durch die griechischen Kirchenführer im Zuge einer speziell für diesen Zweck einberufenen Synode. Dem Patriarchen war es zuvor bereits gelungen, im Volk den Eindruck zu erwecken, die Lateiner hätten nicht nur die Kirchenführer, sondern die ganze östliche Christenheit mit einem Bannfluch belegt. Der Papst wurde auf der Synode nicht exkommuniziert, da sein Tod den griechischen Kirchenführern offenbar bereits bekannt war und man die Beziehungen zu den ihm nachfolgenden Päpsten wohl nicht unnötig belasten wollte.

#### Folgen
Das sogenannte „Schisma von 1054“ fand in der ganzen Christenheit nur wenig Widerhall. Das Kirchenvolk nahm kaum Notiz davon und die Kontroverse spielte auch keine Rolle für die Lebensrealität der meisten Menschen, wovon zahlreiche Ehen zwischen Lateinern und Griechen sowie der ungebrochen rege Pilgerverkehr zwischen Osten und Westen bis weit ins 12. Jahrhundert hinein Zeugnis abliefern. Ferner wurden Heiligenfeste weiterhin zusammen gefeiert. Auch den meisten zeitgenössischen Chronisten, griechischen wie lateinischen, war das Ereignis gerade einmal eine Randnotiz in ihren Werken wert. Im Osten dürfte das aber auch damit zusammenhängen, dass das Interesse der mittelbyzantinischen Geschichtsschreibung an kirchengeschichtlichen Ereignissen nicht sonderlich ausgeprägt war.
Dennoch machte sich in Folge des sogenannten Schismas bei der Kirchenführung in Konstantinopel immer mehr die Überzeugung breit, von nun an „voneinander getrennt zu sein“. Bereits um 1089 war unter der Kirchenführung der ganzen Ostkirche offenbar die Auffassung, es hätte 1054 einen echten Bruch gegeben, bei der sich nicht etwa nur einige Einzelpersonen gegenseitig exkommuniziert hätten, sondern die West- und Ostkirche als solche, allgemeiner Konsens. Die Westkirche teilte diese Auffassung nicht, bemühte sich aber in der Folge des Zerwürfnisses von 1054 darum, der Entfremdung von der Ostkirche entgegenzuwirken und Zweifel an der Einheit mit der Ostkirche zu zerstreuen, was jedoch aufgrund eines gleichzeitigen verstärkten Drängens auf die Anerkennung des päpstlichen Primats nicht gelang.
Im Jahr 1095 versuchte Papst Urban II, durch lateinische Militärhilfe gegen die Seldschuken, die einige Jahre zuvor tief in das Kerngebiet der Byzantiner eingedrungen waren, einen Kirchenfrieden mit der Ostkirche zu erwirken. Die militärische Aktion selbst war zwar ein voller Erfolg, doch die Spannungen zwischen den Lateinern und den Griechen nahmen in der Folge dennoch immer weiter zu, da die Führer des später so genannten „ersten Kreuzzugs“ nach dem Ende der Militäraktion alle ihre zuvor gemachten Versprechungen gegenüber dem Byzantinischen Reich ohne Ausnahme brachen.
Zu Beginn des 12. Jahrhunderts begannen die Griechen allmählich den Lateinern ihren Ehrenvorsitz in der Christenheit mit Verweis auf die Gründung Konstantinopels als Kaiserstadt und die Andreaslegende vollständig abzusprechen. So argumentierte Niketas Seides, dass Rom den kirchlichen Primat bei der Gründung Konstantinopels – der siebten Weltstadt – als neue Kaiserstadt verloren habe, und zu Ende seiner Rede sogar, dass „Konstantinopel schon seit der Weihe des Bischofs Stachys durch den von Christus erstberufenen Andreas den kirchlichen Primat inne[gehalten habe]“.

### Die Vertiefung des Grabens– der Vierte Kreuzzug

#### Hergang
Am Anfang des 13. Jahrhunderts steht das kontroverse und unter Historikern vieldiskutierte Ereignis des 4. Kreuzzugs. Ein fränkisch-venezianischer Kreuzzug, der ursprünglich gegen Ägypten oder Palästina gerichtet gewesen zu sein scheint, wurde von seinen Führern aufgrund von Geldmangel auf Konstantinopel umgeleitet. Der gestürzte byzantinische Prinz Alexios, der während des Kreuzzuges zu den Kreuzfahrern gestoßen war, hatte den Kreuzfahrern nämlich für einen Thronwechsel zu seinen Gunsten reiche materielle Entlohnung, konkret die ungeheure Summe von 200.000 Mark Silber, 10.000 Soldaten für den Zug nach Palästina sowie die Kirchenunion in Aussicht gestellt.
Der griechische Klerus reagierte auf die Pläne einer Kirchenunion, die freilich der Anerkennung des päpstlichen Primats bedurft hätte, mit starker Ablehnung und Verachtung. So meinte der Bischof von Korfu 1203 betreffend diese Angelegenheit sarkastisch, er wisse keinen anderen Grund für den Primat […] des römischen Bischofssitzes, außer dass es römische Soldaten gewesen seien, die Christus gekreuzigt haben.
Ein erster Versuch, durch das Präsentieren des Thronprätendenten auf einer Galeere eine Volkserhebung zu provozieren, wurde von der Stadt her mit Wurfgeschossen beantwortet. Die Stadtbevölkerung war Alexios’ III. nicht überdrüssig und hatte auch nicht auf den rechtmäßigen Prinzen gewartet, wie es von diesem gegenüber den Kreuzfahrern behauptet worden war. Nach diesem gescheiterten Versuch stürmten die Lateiner am 6. Juli Galata und begannen so mit dem der Belagerung der Stadt. Am 17. Juli wagten die Kreuzfahrer einen ersten Angriff auf die Stadt selbst. Dabei gelang es den Venezianern, 25 Türme der Seemauer einzunehmen, die sie jedoch noch am selben Tag wieder aufgeben mussten.
Der erste Angriff erschien als Fehlschlag, doch in der Nacht raffte der panische Basileus seine Schätze zusammen und floh eilig nach Thrakien, sodass die Byzantiner noch in derselben Nacht den blinden gestürzten Kaiser Isaak II. – den Vater Alexios’ IV. – aus dem Gefängnis holten und ihn auf den byzantinischen Kaiserthron setzten. Am 1. August wurde dann auch sein Sohn zum Mitkaiser gekrönt.
Ende Januar 1204 wurden Alexios und Isaak Opfer eines von der antilateinischen Partei des Hofes angestachelten Volksaufstands. Dieses politische Klima nutzte Alexios Dukas Murtzuphlos, der Schwiegersohn Alexios’ III., aus, um sich selbst unter dem Namen Alexios V. zum Kaiser auszurufen.
Da die versprochene Summe für den Thronwechsel immer noch nicht bezahlt worden war und die Griechen noch immer nicht zum Gehorsam gegenüber dem Papst zurückgekehrt waren, stürmten die Lateiner am 12. April 1204 nach ausgiebiger Planung die Stadt und legten Feuer. Am Morgen nach der Erstürmung der Stadt – Alexios war bereits geflohen und die Verteidigung damit zusammengebrochen – begannen sie damit, die Paläste und Wohnhäuser sowie die Kirchen und Klöster der Stadt auszuplündern. Dabei kam es zu unterschiedlichen Exzessen. So wurden Nonnen vergewaltigt und Messgeräte als Trinkgefäße zweckentfremdet. Mit Hämmern und Äxten zerteilten die Lateiner die wertvolle Altarplatte und die Ikonostasis der Hagia Sophia, sie zertraten Elfenbeinschnitzereien und steckten ganze Bibliotheken in Brand. Nachdem die Stadt ausgiebig geplündert und ihrer Reliquien und Kunstschätze beraubt worden war, wurde am 16. Mai 1204 in der Hagia Sophia der Kaiser des neu gegründeten „Lateinischen Kaiserreichs“, Balduin I., gekrönt.

#### Folgen
Bereits kurze Zeit nach der Plünderung von Konstantinopel bemerkte Papst Innozenz III., der es den Lateinern noch vor der Plünderung der Stadt verboten hatte, ihr Schwert gegen Christen zu erheben, gegenüber Bonifaz von Montferrat, einem Anführer des 4. Kreuzzugs, in Bezug auf den Versuch, die beiden Kirchen wieder zu vereinen, „dass die Kirche der Griechen […] es ablehnt, zum Gehorsam gegenüber dem Apostolischen Stuhl zurückzukehren, [denn] sie hat in den Lateinern nichts als Beispiele der Verderbnis und Werke der Finsternis erblickt“.
Vom Zeitpunkt der Plünderung Konstantinopels und der Gründung des später so genannten „Lateinischen Kaiserreichs“ an war der Bruch zwischen der Ost- und der Westkirche für die einfache Bevölkerung nicht mehr nur ein Streit zwischen Theologen um Dinge, die einem Laien geradezu wie Spitzfindigkeiten vorkommen konnten, sondern ein Teil der bitteren Realität. Das Schisma von 1054 war durch die Ereignisse von 1204 „endgültig geworden“. Daran vermochte auch eine betont bevorzugte Behandlung der griechischen Bischöfe in den von den Lateinern besetzten Gebieten nichts zu ändern.
Das Gewicht der starken Aversion der einfachen Bevölkerung gegen die Lateiner zeigte sich auch daran, dass spätere mittelalterliche Unionsbestrebungen am Widerstand des griechischen Kirchenvolks scheiterten. Es war von nun an nicht mehr möglich, die orthodoxe Ostkirche zu den Bedingungen der Lateiner unter die römische Oberhoheit zu bringen.

## Weitere Entwicklung

### Unionsbestrebungen im Mittelalter
1274 drohte ein Angriff durch Karl von Anjou – den jüngsten Sohn des französischen Königs Ludwig VIII. –, der 1266 zum König von Sizilien gekrönt worden war, auf das wiedererstarkte Rhomäerreich von Epirus her. Auf dem zweiten Konzil von Lyon 1274 wurde daher versucht, eine Einigung zwischen den Kirchen zu erwirken. Das Kirchenvolk und der größte Teil der kirchlichen Hierarchie waren allerdings entschieden dagegen und empfanden die Einigung als Kapitulation vor Rom, weshalb die „Union“ letztendlich ohne Folgen blieb. 1281 ergriff der neue Papst, der Franzose Martin IV., Partei und exkommunizierte den byzantinischen Basileus Michael VIII., womit er Karl eine „moralische Bestätigung“ verschaffte. Damit war die Union von Lyon, die von den meisten Orthodoxen niemals wirklich anerkannt worden war, nun auch von katholischer Seite her aufgehoben.
Auf dem Konzil von Florenz 1439, das von den byzantinischen Kaisern wegen der akuten „Türkengefahr“ begrüßt wurde, wiederholte sich das Muster erneut. Auch diese Union fand im Kirchenvolk und bei den meisten Klerikern keinen Gefallen. 1484 wurde die Union von Florenz durch ein konstantinopolitanisches Konzil endgültig verurteilt. Das Konzil bestimmte außerdem, dass Katholiken bei der Aufnahme in die orthodoxe Kirche die Firmung neu empfangen und dem Konzil von Florenz abschwören müssten. Das Schisma wurde durch diese Einigungsversuche letztendlich also nicht beseitigt, sondern sogar verschärft.

### Entwicklung in der Neuzeit
Ab dem 16. Jahrhundert begann die Katholische Kirche damit, mithilfe einer Politik der „Unionen“ einzelne unzufriedene Gruppen innerhalb der Ostkirchen aus ihrer jeweiligen orthodoxen Mutterkirche herauszulösen und sie der katholischen Kirche einzuverleiben. Den Kirchen wurde hierbei erlaubt, ihre Liturgie und Bräuche weitestgehend beizubehalten, was die Einigung wesentlich vereinfachte. Neben der Kirche von Mukačevo und der Kirche der Ruthenen Polens suchte beispielsweise auch die Kirche der Rumänen Siebenbürgens unter dem Eindruck der als expansiv empfundenen Kalviner Anschluss an die römisch-katholische Kirche. Diese wiederum von den Orthodoxen als aggressiv empfundene Ausweitung des katholischen Territoriums führte bei den übrigen Mitgliedern der Gemeinschaft naturgemäß zu großem Unmut und Ärger. Die Katholiken wurden von ihnen keinesfalls als Einiger aufgefasst, sondern vielmehr als Spalter.
1729 verbot die römisch-katholische Kongregation für die Glaubensverbreitung die sakramentale Gemeinschaft mit Schismatikern und Häretikern. Nach katholischer Auffassung waren die Orthodoxen zumindest zu ersteren zu zählen. Damit war es Katholiken verboten, Orthodoxen Sakramente zu spenden oder sie von Orthodoxen in Empfang zu nehmen, obgleich die Sakramente der Orthodoxen von den Katholiken durchaus noch als gültig anerkannt wurden. In der Folge erklärten die orthodoxen Patriarchen von Konstantinopel, Alexandria und Jerusalem im Jahre 1755 die Taufe – und damit auch alle anderen Sakramente – der Katholiken für ungültig. Das war eine wesentliche Verschärfung im Verhältnis zum Konzil von Konstantinopel im Jahre 1484, das lediglich die Neufirmung verlangt hatte.
Ab 1958 kam es zwischen der orthodoxen und der katholischen Kirche wieder zu einer gewissen Annäherung, die in Gesten der gegenseitigen Wertschätzung ihren Ausdruck fand. Im Frühjahr 1965 wurde der katholischen Kirche von orthodoxer Seite erstmals der Vorschlag unterbreitet, das sogenannte Schisma von 1054 zu tilgen und in der Folge einen „Dialog der Liebe“ einzuleiten, um eine katholisch-orthodoxe Verständigung zu erwirken. Am 7. Dezember 1965 dann, während der letzten Sitzung des Zweiten Vatikanums, erklärte Papst Paul VI. zeitgleich mit Athinagoras, dem Patriarchen von Konstantinopel, die gegenseitige Exkommunikation von 1054 für beendet. Obwohl auch in der orthodoxen Gemeinschaft die Zustimmung für die „Aufhebung“ der Exkommunikation überwog, wurde von den orthodoxen Kirchenführern die Eucharistiegemeinschaft mit den Katholiken entschieden abgelehnt.
An die Aufhebung der Exkommunikation von 1054 im Jahr 1965 schloss ein sogenannter „Dialog der Liebe“ an, der bis 1975 geführt wurde. Die Ergebnisse des Dialogs erschienen zunächst sehr vielversprechend und nährten so in der Kirche die Hoffnung auf eine baldige Kirchenunion, oder zumindest auf eine katholisch-orthodoxe Eucharistiegemeinschaft. Der nachfolgende „Dialog der Wahrheit“ erwies sich jedoch als wesentlich mühsamer und es kam zu einigen erheblichen Rückschlägen. Sogar die Fortschritte des Dialogs der Liebe und die kirchenrechtliche Bedeutung der Aufhebung des Bannes von 1054 wurden in diesem Zusammenhang wieder in Frage gestellt.

## Die Situation heute
Bis heute bestehen zwischen der katholischen und der orthodoxen Kirche teils erhebliche Differenzen. Insgesamt muss man jedoch hervorheben, dass die Gemeinsamkeiten gegenüber den Unterschieden klar überwiegen.
Der päpstliche Primatsanspruch, der seine heutige Form im Wesentlichen erst unter den Reformpäpsten erlangt hat und auf dem Ersten Vatikanischen Konzil noch einmal bekräftigt worden ist, stellt auch heute noch ein großes Hindernis bei der katholisch-orthodoxen Verständigung dar, da die orthodoxen Kirchen nicht bereit sind, ihn anzuerkennen, und die katholische Kirche gleichzeitig nur schwerlich völlig auf ihn verzichten kann, wenn sie auch dazu bereit scheint, diesbezüglich gewisse Kompromisse zu schließen.
Auch das Filioque im Großen Glaubensbekenntnis der Römisch-Katholischen Kirche stellt bis heute ein nicht unwesentliches Streitthema dar. Dabei ist jedoch zu beachten, dass die Vorbehalte diesbezüglich nunmehr recht einseitig von der orthodoxen Gemeinschaft ausgehen. Dorothea Sattler weist beispielsweise darauf hin, dass die katholische Kirche mittlerweile von der reformpäpstlichen Auffassung abgerückt ist, dass das „Weglassen“ des Filioques im Nicäno-Konstantinopolitanum grundsätzlich als häretisch anzusehen sei, wie es noch die Reformpäpste getan hatten. Sie empfiehlt diese Praxis seit dem 18. Jahrhundert auch den mit ihr unierten katholischen Ostkirchen.
Strittig ist außerdem der weitere Umgang mit den unierten Kirchen.